# 大辽河

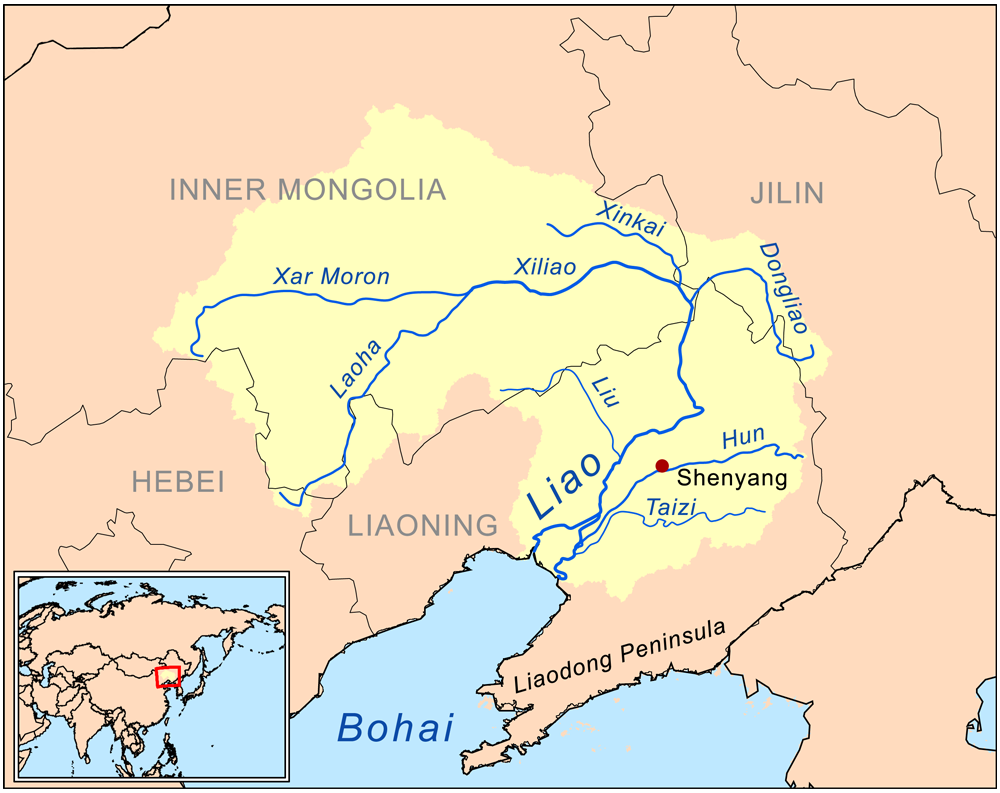
大辽河

大辽河是中国辽宁省境内内的一条河流，过去曾是辽河的下游主体和主要出海口，是历史上辽南内陆连接渤海湾最重要的水路。现为辽宁东南千山以北的主要水系，全长94（58英里），流域面积1,926平方（744平方英里）。
历史上辽河在鞍山台安县新开河镇的六间房水文站附近分流为左岸的外辽河（当时辽河下游的流量主体）和右岸的双台子河（为清光绪年间为泄洪减流而开凿的人工河），形成辽河三角洲。外辽河与其东面的主要支流浑河和太子河的合流在海城、台安县和盘山县交界处附近汇合，此汇流河段俗称三岔河，大约1.5（0.93英里）长。三河向汇后便形成大辽河，起初流向西南，在盘锦大洼区荣兴农场附近折向东南，到辽滨乡和营口站前区的交界处再回折向西，最后在营口西市区的西北角折转向南出海入辽东湾，潮汐从河口可上溯至三岔河以上。
在1958年前，大辽河是辽河下游的主要入海道，但因为浑河、太子河添加的水量太多，导致汛期和渤海发生风暴潮的时候，营口、大洼至海城、台山南部一带地区全都会发生洪涝灾害，受洪灾风险影响的人口超过三百万。1958年春，为了解决水患问题，辽宁省人民委员会在六间房水文站附近的外辽河上游进行了彻底截流，将辽河主体的水流完全导向了之前较小的右岸分流双台子河，大辽河从此与辽河分离成为独立的水系，仅供浑河、太子河水流通，左岸支流有虎头河、劳动河，右岸有新开河。